# Ober-Mörlen
Ober-Mörlen é um município da Alemanha, situado no distrito de Wetterau, no estado de Hesse. Tem 37,65 km² de área, e sua população em 2019 foi estimada em 5.746 habitantes.